# نصفی
نصفی روستایی از توابع بخش رحمت‌آباد و بلوکات شهرستان رودبار در استان گیلان ایران است.

## جمعیت
این روستا در دهستان رحمت‌آباد قرار دارد و براساس سرشماری مرکز آمار ایران در سال ۱۳۸۵، جمعیت آن ۵۹۵ نفر (۱۹۲خانوار) بوده‌است.

## مارلیک
تپه باستانی مارلیک در این روستا واقع شده است.